# Studio Sex
Studio Sex (szw. Studio Sex) – powieść kryminalna z 1999, autorstwa szwedzkiej pisarki Lizy Marklund. Jej polskie wydanie ukazało się w 2006 w tłumaczeniu Elżbiety Frątczak-Nowotny.

## Fabuła
Powieść zapoznaje czytelnika z początkami kariery zawodowej dziennikarki śledczej Anniki Bengtzon, której losy opisała autorka w całej serii kryminalnej. W Studiu Sex jest początkującą stażystką w popołudniówce Kvällspressen (pracuje tam zaledwie siedem tygodni). Zostaje jej przydzielona sprawa zwłok, które odnaleziono na cmentarzu w Kronobergsparken w Sztokholmie. Tropy prowadzą zarówno do sztokholmskiego półświatka erotycznego (dziewczyna występowała w klubie erotycznym Studio Sex), jak i do osób z samych szczytów władzy. Wspomniana jest afera IB, kiedy to w latach 60. XX wieku socjaldemokratyczny rząd szwedzki zbierał informacje o preferencjach światopoglądowych obywateli. Do tego poruszony został temat nielegalnego handlu bronią. Sama Annika w traumatyczny sposób kończy swój wieloletni związek uczuciowy ze Svenem.
Powieść została sfilmowana przez Agnetę Fagerström-Olsson w 2012 pod tytułem Z rubryki kryminalnej: Studio Sex. W rolę Anniki Bengtzon wcieliła się Malin Crépin.